# مايكل شور (مخرج أفلام)
مايكل شور (بالألمانية: Michael Schorr)‏ (و. 1965  م) هو مخرج أفلام، وكاتب سيناريو ألماني، ولد في لانداو إن در بفالتس.

## التعليم
تعلم في Konrad Wolf Film University of Babelsberg ‏ (1992–1999)
.

## وصلات خارجية
- مايكل شور على موقع IMDb (الإنجليزية)
- مايكل شور على موقع ألو سيني (الفرنسية)
- مايكل شور على موقع أول موفي (الإنجليزية)
- مايكل شور على موقع قاعدة بيانات الأفلام السويدية (السويدية)
- مايكل شور على موقع قاعدة بيانات الفيلم (الإنجليزية)
- مايكل شور على موقع كينوبويسك (الروسية)